# Чемпионат СССР по хоккею с шайбой 1950/1951 (составы)
Составы команд, участвовавших в чемпионате СССР по хоккею с шайбой 1950/51.

## 1. ВВС МВО
Григорий Мкртычан, Николай Пучков, Борис Тропин; Анатолий Архипов, Евгений Бабич, Всеволод Бобров, Анатолий Викторов, Александр Виноградов, Юрий Володин, Павел Жибуртович, Револьд Леонов, Пётр Котов, Владимир Новожилов, Александр Стриганов, Виктор Тихонов, Виктор Шувалов. Тренерский совет — Евгений Бабич, Всеволод Бобров, Анатолий Викторов, Александр Виноградов, Григорий Мкртычан.

## 2. «Динамо» Москва
Карл Лиив, Виктор Ставровский, Лев Яшин; Николай Алексушин, Хамид Исламов, Виктор Климович, Василий Комаров, Виталий Костарев, Валентин Кузин, Анатолий Молотков, Анатолий Наумов, Георгий Павлов, Борис Петелин, Николай Поставнин, Олег Толмачёв, Александр Уваров, Сергей Уфимцев. Тренер — Аркадий Чернышёв.

## 3. «Крылья Советов»
Борис Запрягаев, Василий Чепыжев; Михаил Бычков, Алексей Гурышев, Валентин Захаров, Анатолий Кострюков, Альфред Кучевский, Сергей Митин, Николай Нилов, Юрий Пантюхов, Николай Паршин, Генрих Сидоренков, Леонид Степанов (II), Николай Хлыстов. Тренер — Владимир Егоров.

## 4. ЦДКА
Борис Афанасьев, Николай Уланов; Беляй Бекяшев, Владимир Брунов, Анатолий Васильев, Михаил Гащенков, Владимир Елизаров, Александр Комаров, Юрий Копылов, Лев Мишин, Владимир Меньшиков, Виктор Никифоров, Михаил Орехов, Николай Сологубов (капитан), Андрей Старовойтов, Анатолий Тарасов, Дмитрий Уколов. Тренер — Анатолий Тарасов.

## 5. «Динамо» Ленинград
- вр Башкиров, Владимир
- вр Забелин, Павел Александрович
- вр Тоидзе, Юрий Александрович
- защ Бунескул, Виктор
- защ Быков, Владимир Андреевич
- защ Волков, Евгений Николаевич
- защ Калинин, Борис Николаевич
- защ Копчёнов, Константин Логинович
- нап Быстров, Валентин Александрович
- нап Лапин, Франц Иванович
- нап Мошков, Николай
- нап Соколов, Евгений
- нап Стариков, Евгений Николаевич
- нап Субботин, Борис Владимирович
- нап Субботин, Евгений Владимирович
- нап Фёдоров, Василий Петрович
- нап Шкодин, Виктор

Старший тренер: Владимир Лапин.

## 6. ДО Ленинград
- вр Казаков, Виктор Иванович
- вр Пецюкевич, Валериан Устинович
- вр Пиипер, Эндель
- защ Батырев, Константин
- защ Линк, Фердинард
- защ Рыбалко, Владимир Иванович
- защ Семёнов, Александр
- защ Смирнов, Анатолий
- нап Андреев, Евгений
- нап Богданов, Владимир
- нап Елесин, Виктор Иванович
- нап Елизаров, А.
- нап Никитин, Михаил Васильевич
- нап Никифоров, Альберт Владимирович
- нап Тараканов, Александр Иванович

Старший тренер: Александр Семёнов.

## 7. «Дзержинец» Челябинск
- вр Мильцер, Анатолий Иванович
- вр Ребянский, Борис Кириллович
- защ Васильев, Виктор Николаевич
- защ Захватов, Сергей Иванович
- защ Пономарёв, Александр Афанасьевич
- защ Семёнов, Борис Иванович
- защ Сорокин, Олег Михайлович
- защ Ященков, Николай
- нап Документов, Рудольф Николаевич
- нап Женишек, Георгий Владимирович
- нап Захаров, Николай Иванович
- нап Каравдин, Владимир Петрович
- нап Комаров, Александр
- нап Новиков, Владимир
- нап Ольков, Анатолий Иванович
- нап Скибинский, Валентин Афанасьевич
- нап Черненко, Петр Давыдович

Старший тренер: Виктор Васильев.

## 8. «Спартак» Москва
- вр Климанов, Евгений Прокофьевич
- вр Петров, Дмитрий Петрович
- защ Ведерников, Борис Михайлович
- защ Горохов, Владимир Иванович
- защ Моисеев, Анатолий Иванович
- защ Сеглин, Анатолий Владимирович
- защ Седов, Борис Николаевич
- защ Соколов, Борис Павлович
- нап Андрианов, Евгений Александрович
- нап Артемьев, Виталий Сергеевич
- нап Ганусаускас, Зенонас Аполинарович
- нап Нетто, Игорь Александрович
- нап Николаев, Юрий Никанорович
- нап Оботов, Александр Николаевич
- нап Руднев, Владимир Сергеевич
- нап Уваров, Виталий Фёдорович
- нап Эпштейн, Николай Семёнович

Старший тренер: Александр Игумнов.

## 9. «Динамо» Свердловск
- вр Андреев, Борис Андреевич
- вр Писарев, Юрий Павлович
- защ Жуков, Алексей Михайлович
- защ Машанов, Борис Васильевич
- защ Михайлов, Илья Николаевич
- защ Петров, Пётр Фёдорович
- защ Поляков, Эдуард Николаевич
- защ Соколов, Борис Николаевич
- нап Коротков, Александр Иванович
- нап Курбатов, Владимир Васильевич
- нап Ноговицын, Евгений Лазаревич
- нап Орлов, Алексей
- нап Русаков, Андрей Николаевич
- нап Рыжков, Дмитрий Васильевич
- нап Степанов, Леонид Николаевич
- нап Черепанов, Александр Петрович
- нап Шкляев, Владимир Авенирович

Старший тренер: Георгий Фирсов.

## 10. «Даугава» Рига
- вр Бриедис, Владимир
- вр Спундиньш, Имант
- защ Витолиньш, Харий Юрьевич
- защ Кестерис, Николайс
- защ Никлас, Арвидс
- нап Баурис, Элмар Альфредович
- нап Браунс, Арнольд Индрихович
- нап Егерс, Альфонс Фрицевич
- нап Зариньш, Ольгердс
- нап Клавс, Эдгарс Валдемарович
- нап Ронис, Карлис
- нап Страупе, Георг
- нап Фирсов, Михаил Яковлевич
- нап Шульманис, Вальдемар Вилисович

Старший тренер: Эдгарс Клавс.

## 11. «Динамо» Таллин
- вр Аавик, Харри
- вр Крулль, Георг Петрович
- защ Палу, Альфред-Джеймс
- защ Ряммаль, Олев Давидович
- защ Сахрис, Харри Харальдович
- нап Мальдре, Хиллар Викторович
- нап Мельдер, Эльмар Аугустович
- нап Орлов, Владимир Алексеевич
- нап Пыллу, Уно Эдуардович
- нап Раудсепп, Юлиус Яанович
- нап Ридре, Ильмар
- нап Ряммаль, Лембит Давидович
- нап Сепп, Лембит Эдуардович

Старший тренер: Эльмар Саар.

## 12. «Спартак» Минск
- вр Никитин, Юрий Степанович
- вр Шилин, Иван Васильевич
- защ Баранов, Павел Филимонович
- защ Глембоцкий, Евгений Константинович
- защ Косенюк, Виталий Александрович
- защ Рабинович, Бениамин Исаакович
- нап Бозененков, Михаил Георгиевич
- нап Бубнов, Владимир Иванович
- нап Горин, Евгений Иванович
- нап Кудинов, Николай Васильевич
- нап Трусин, Николай Яковлевич
- нап Чиквин, Владимир

Старший тренер: Михаил Бозененков.